# Cameron E. Thom

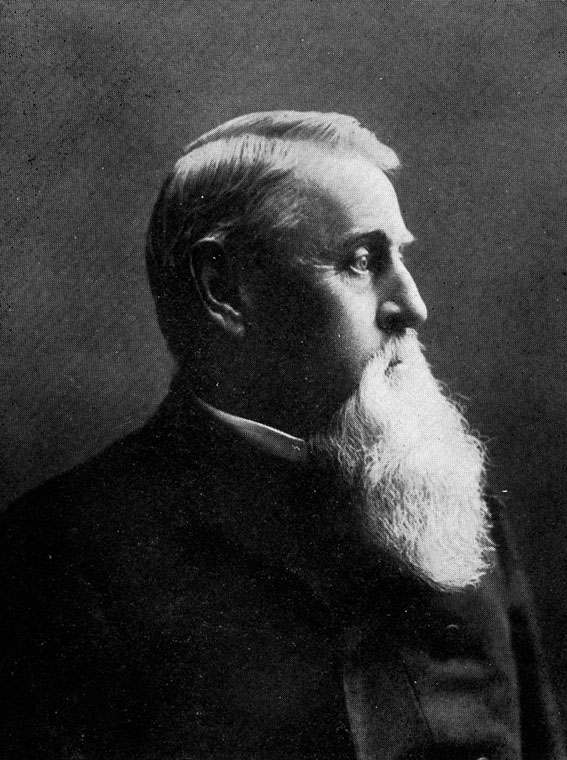
Cameron E. Thom

Cameron Erskine Thom (* 20. Juni 1825 in Culpeper, Virginia; † 2. Februar 1915 in Los Angeles, Kalifornien) war ein US-amerikanischer Politiker. Zwischen 1882 und 1884 war er Bürgermeister der Stadt Los Angeles.

## Werdegang
Cameron Thom besuchte private Schulen seiner Heimat. Nach einem anschließenden Jurastudium an der University of Virginia wurde er als Rechtsanwalt zugelassen. Im Zuge des Goldrauschs kam er 1849 auf dem Landweg nach Sacramento. Er schürfte erfolgreich nach Gold und praktizierte danach in Sacramento als Anwalt. Dann zog er nach Los Angeles, wo er zwischen 1854 und 1857 Bezirksstaatsanwalt im dortigen Los Angeles County war. Dieses Amt bekleidete er von 1869 bis 1873 sowie zwischen 1877 und 1879 erneut. Politisch war er Mitglied der Demokratischen Partei. In den Jahren 1859 und 1860 saß er im Senat von Kalifornien.
Beim Ausbruch des Bürgerkrieges kehrte er als Anhänger der Konföderation nach Virginia zurück, um als Offizier in deren Armee zu dienen. Er nahm an vielen Schlachten teil. Unter anderem war er auch an der Schlacht von Gettysburg  beteiligt, in deren Verlauf er verwundet wurde. Bei Kriegsende hatte er den Rang eines Hauptmanns erreicht. Nach dem Krieg kehrte er nach Los Angeles zurück. Dort hatte er inzwischen einen großen Teil seines Reichtums verloren. Auch seine Frau war zwischenzeitlich verstorben. Er schaffte es aber, sich wirtschaftlich zu erholen. Später stieg er auch in das Bank- und Immobiliengeschäft ein. Dabei wurde er wieder ein reicher Mann. Im Jahr 1882 wurde Thom zum Bürgermeister von Los Angeles gewählt. Dieses Amt bekleidete er zwischen dem 9. Dezember 1882 und dem 9. Dezember 1884. Die Stadt war inzwischen auf über 31.000 Einwohner angewachsen. Während seiner Amtszeit wurden die letzte Freiwillige Feuerwehr der Stadt gegründet und einige kulturelle Einrichtungen ins Leben gerufen. Thom war auch Mitgründer der im Los Angeles County gelegenen Stadt Glendale. Er starb am 2. Februar 1915 im Alter von 89 Jahren.